# Terminalia harmandii
Terminalia harmandii är en tvåhjärtbladig växtart som beskrevs av François Gagnepain. Terminalia harmandii ingår i släktet Terminalia och familjen Combretaceae. Inga underarter finns listade i Catalogue of Life.